# Даугавпілська фортеця
Даугавпілська фортеця, Дінабургська фортеця, в кінці XIX та на початку XX ст. Двінська фортеця(латис. Daugavpils cietoksnis, Dinaburgas cietoksnis) — фортифікаційна споруда, розташована по обох берегах річки Західна Двіна (Даугава) у місті Даугавпілс, Латвія; пам'ятник містобудування та архітектури державного значення, номінована на присвоєння статусу об'єкта Світової спадщини ЮНЕСКО.

## Історія

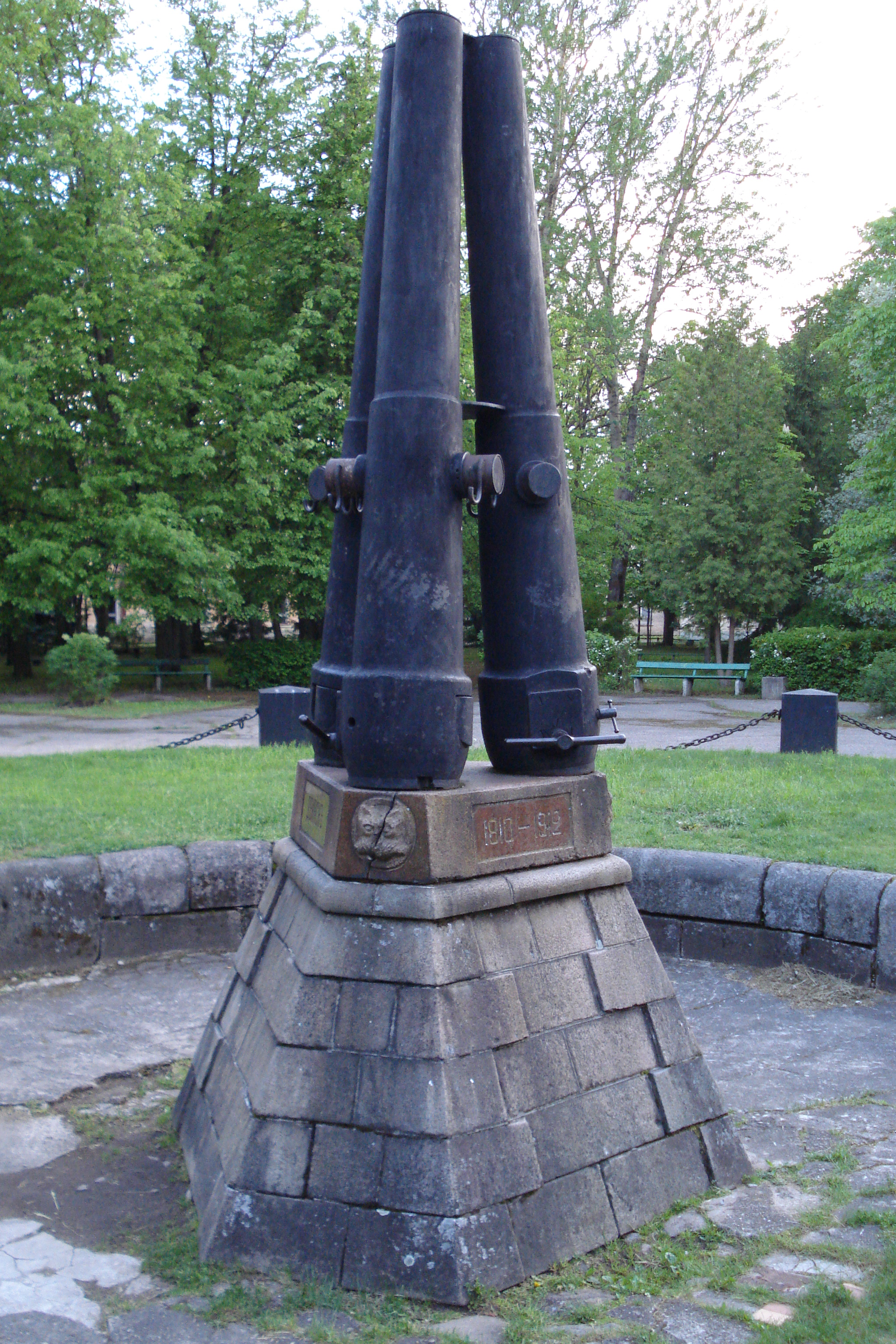
Фонтан з чугунних гармат, відкритий до сторіччя російсько-французької війни 1812 года

Будівництво було розпочате у 1810 році за наказом імператора Олександра I напередодні війни з Наполеоном I з метою укріплення західного кордону Російської імперії. Керував роботами військовий інженер генерал Е. Ф. Гекель. З весни 1810 року були розпочаті будівельні роботи широким фронтом, а також надіслані полки солдатів для будівництва фортеці.
Під час війни 1812 року фортеця була пошкоджена. Подальші роботи по її спорудженню проводилися під керівництвом фахівців Інженерного департаменту Військового міністерства.
У 1830 році фортеця Дінабург внаслідок спалахнувшого польського повстання була переведена на воєнний стан. 24 березня (4 березня) 1831 року з фортеці на придушення сил бунтівників виступили батальйони єгерських полків. У другій половині 1831 року у фортецю був перенесений артилерійський арсенал з Вільно у спеціально побудовану для цього будівлю.
21 травня (2 червня) 1833 року у присутності імператора Миколи I та вищого духовенства Росії відбулося освячення фортеці.
У 1863 році знову спалахнуло польське повстання і у зв'язку з цим фортеця Дінабург знову була переведена на воєнний стан. Для посилення озброєння у Дінабургську фортецю з Ревельської (Талліннської) фортеці були перевезені 258 гармат різного калібру та виду.
Будівельні роботи тривали до 1878 року, хоча основний обсяг роботи був закінчений у 1864 році.
У період 60-70-х років у фортеці були виконані роботи по проводці водопроводу, будівництві Водопідіймальної будівлі з паровою машиною та насосом, замощення всіх вулиць та деяких внутрішніх дворів круглою бруківкою, яку місцями можна побачити й сьогодні.
6(18) грудня 1869 року у фортеці був заснований дитячий притулок імені Великого князя Миколи Олександровича для сиріт та солдатських дітей, які перебували в робочий час без батьківського нагляду.
31 серпня (1 вересня) 1869 року у фортеці був заснований Віленський Окружний Артилерійський склад та його управління.
З 1875 року  розпочав свою діяльність «Дінабургський місцевий комітет» Російського товариства Червоного Хреста.
У 1881 році у фортеці була створена урядова телеграфна станція.
Наказом по Військовому відомству у 1887 році у фортеці була створена фортечна пожежна команда. Так само у 1887 році сформована Дінабургська фортечна жандармська команда. Обидві скасовані у 1914 році.
14(26) січня 1893 року по Указу Олександра III місто та фортеця змінили свою назву на Двінськ та Двінська фортеця. 12(24) квітня 1897 року фортеця стає фортецею-складом.
У 1912 році у фортеці були поставлені  прикраси з 12-ти фунтових чавунних гармат  перед собором та у фортечному центральному сквері (Комендатський садок) пам'ятник-фонтан «Слава російської зброї» (1912). У тому ж році у фортеці введено електричне освітлення.
У зв'язку із загостренням політичної обстановки14(26) червня 1914 року за Височайшим повелінням, повідомленим у телеграмі Командувача військами Віленського Військового округу, фортеця-склад Двінськ була переведена на воєнний стан. 23 липня (4 серпня) 1914 року бул створений Двінський Воєнний Округ. 29 липня (11 серпня) 1914 року Окружні управління Двінського Військового Округу прибули з Вільно у Двінськ та розмістилися у фортеці.  21 серпня (2 вересня) 1914 року управління знову відбули до Вільно.
С 1920 по 1940 рік у фортеці знаходилися частини латвійської армії, полки Земгальської дивізії. Разом з ними розміщувалися від 4 до 6 танків  «Віккерс» танкової роти.
З 1941 по 1944 рік у фортеці знаходилися частини німецької армії. У цитаделі був організований табір для радянських військовополонених «Stalag-340». В Мостовому прикритті діяло єврейське гетто, у яке поміщалися євреї з усієї округи для подальшого розстрілу в лісах Погулянки (сучасний район Даугавпілса «Межціемс»).
У 1948—1993 роках у фортеці розміщувалося військове училище.
Станом на 2010 рік у фортеці  розпочалася реновація інженерних мереж та вулиць. З 1 січня 2009 року помінялися назви вулиць (в основному були повернуті історичні назви) та нумерація будинків, нові таблички та номери розміщені на будівлях.
Влітку 2009 року по вулицях були прокладені нові силові електричні кабелі та реконструйовані електропідстанції.
Навесні-восени 2009 року силами краєзнавців та фонду «Дослідники Латгалії» проходило очищення фортечного захисного рову від сміття, самосіву: кущів та дерев. У 2010 — 2013 роках робота по прибиранню фортеці проводилася, в основному, силами безробітних, які отримували стипендії у рамках проекту Європейського соціального фонду.
У квітні 2011 року після реновації урочисто відкрили Водопідіймальну будівлю — першу споруду на території фортеці, піддану частковій реставрації, за всю історію. Цей будинок був збудований у 1865-66 роках у стилі псевдоготики. Зараз у «вежі» (часто вживана назва будівлі) працює Центр культури та інформації Дінабургської фортеці (структура Даугавпілської міської думи) з двома фахівцями — управителем фортеці та експертом у питаннях проектів.
Наприкінці  2012 року у фортеці закінчилася реконструкція будівлі Артилерійського арсеналу: замінено інженерні мережі; встановлено нове освітлення, системи мікроклімату, сигналізації та пожежогасіння; а також упорядковано велику ділянку землі, що прилягає до будівлі. 24 квітня 2013 року в ній відкрився Центр мистецтв імені Марка Ротко.
Також у 2013 році  закінчилася реставрація Миколаївських воріт, відновлення частини Миколаївської вулиці, її історичного профілю, спорудження автостоянки та відбудова дерев'яного моста, котрий веде до Миколаївських воріт.

## Коменданти фортеці
- 1810—1812 Уланов Гавріла Петрович[3][4]
- 1813—1815 Ріхтер Єгор Христофорович
- 1815—1816 Розініус Християн Петрович[5]  [6], С.258
- 1816—1822 Падейський Федір Федорович
- 1822—1846 Гельвіг Густав Карлович
- 1846—1862 Сімборський Андрій Михайлович
- 1862—1863 Іолшин Олександр Осипович
- 1863 (квітень—вересень) Кузьмін Василь Миколайович
- 1863—1865 Шульман Рудольф Густавович
- 1865—1866 Бельгард Валеріан Олександрович
- 1866—1879 Воронов Павло Олексійович
- 1879—1882 Кутневич Борис Герасимович
- 1882—1884 Пиленко Георгій Васильович
- 1884—1896 Грум-Гржімайло Петро Мойсеєвич
- 1896—1897 Клименко Констянтин Васильович
- 1897—1900 Горбєнков Микола Матвійович
- 1900—1906 Плюцинський Володимир Федорович
- 1906—1917 Львов Іван Миколайович — останній російський комендант[4]
- 1920 Васовскі Казимир — польський комендант